# 特定農山村地域における農林業等の活性化のための基盤整備の促進に関する法律
特定農山村地域における農林業等の活性化のための基盤整備の促進に関する法律（とくていのうさんそんちいきにおけるのうりんぎょうとうのかっせいかのためのきばんせいびのそくしんにかんするほうりつ、平成5年6月16日法律第72号）は、地域の特性に即した農林業その他の事業の振興を図り、もって豊かで住みよい農山村の育成に寄与することに関する法律で、土地改良法および森林組合法に対する特別法である。
「特定農山村地域」について「地勢等の地理的条件が悪く、農業の生産条件が不利な地域であり、かつ、土地利用の状況、農林業従事者数等からみて農林業が重要な事業である地域」として、政令で定める要件に該当するものと定義している。
地勢等の地理的条件が悪く、農業の生産条件が不利な地域である等の要件を備えた特定農山村地域を含む市町村は農林業等活性化基盤整備計画を作成することができ、計画においては農林業その他の事業の活性化の目標、農林業等活性化基盤整備促進事業の実施に関する事項、農林業の生産基盤の整備および開発ならびに産業振興に必要な公共施設の整備に関する事項等について定めることを規定している。
それ以外にも土地改良法および森林組合法の特例、税制上の特例、地方財政上の特例等に関し所要の措置を講ずることを規定している。